# St. Ägidius (Unterreit)

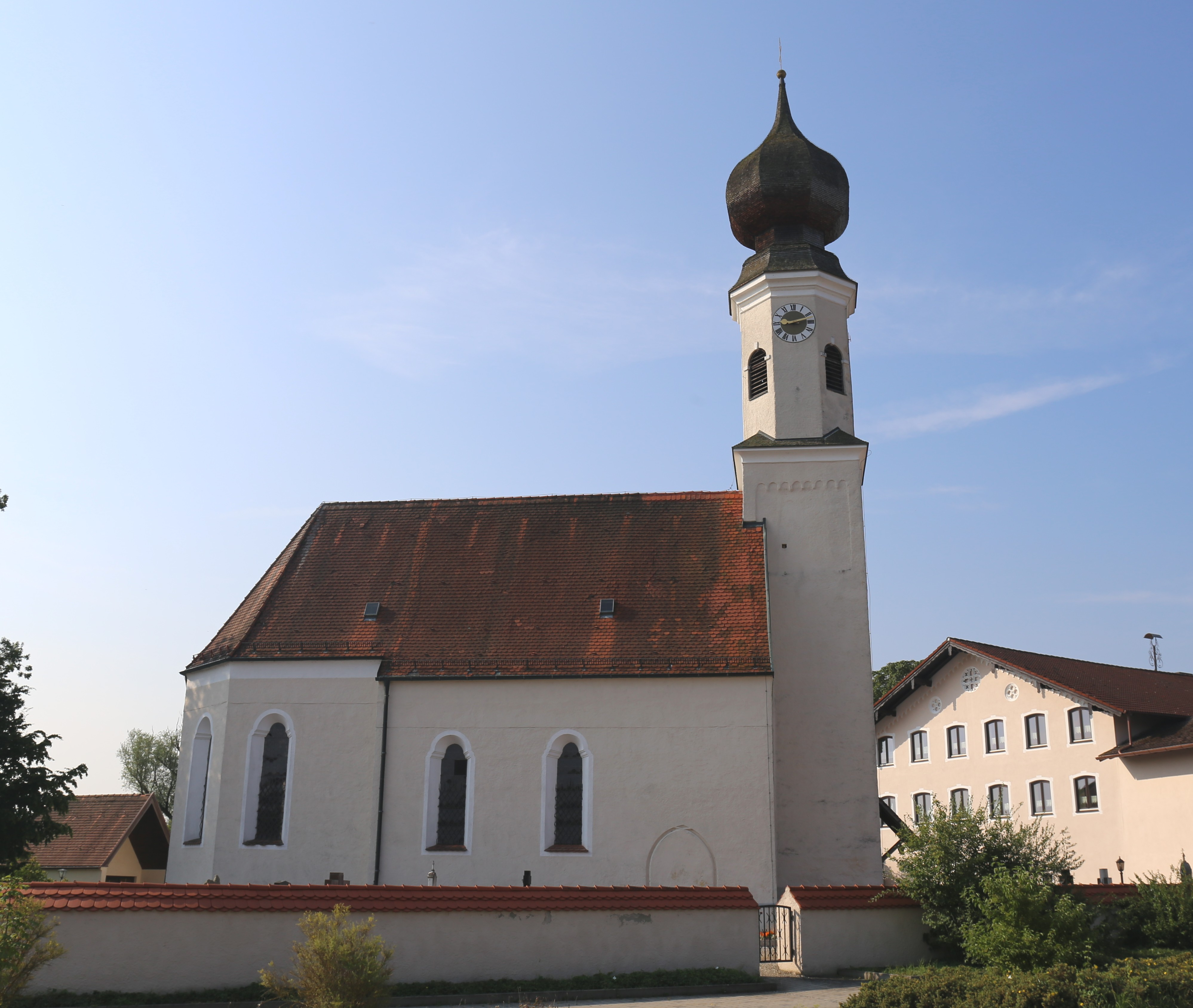
St. Ägidius in Unterreit

Die römisch-katholische Filialkirche St. Ägidius steht in der Gemeinde Unterreit im oberbayerischen Landkreis Mühldorf am Inn. Sie ist in der Liste der Baudenkmäler in Unterreit unter der Nr. D-1-83-147-1 eingetragen. Die Kirche gehört zum Dekanat Mühldorf im Erzbistum München und Freising.

## Beschreibung
Die spätgotische Saalkirche wurde in der zweiten Hälfte des 15. Jahrhunderts erbaut und im 17./18. Jahrhundert barock umgestaltet. Sie besteht aus dem Langhaus zu drei Jochen, dem eingezogenen, dreiseitig geschlossenen Chor im Osten und dem Kirchturm auf quadratischem Grundriss im Westen, der aus der Längsachse etwas nach Süden verschoben ist. Sein oberstes achteckiges Geschoss enthält die Turmuhr und den Glockenstuhl mit drei Glocken. Darauf sitzt eine Zwiebelhaube. An der Südwand des Langhauses befindet sich die Friedhofskapelle. Das obere Geschoss der Sakristei an der Südwand des Chors wird als Oratorium genutzt. 
Auf Konsolen neben dem 1677 gebauten Hochaltar stehen Statuen der heiligen Barbara von Nikomedien und des heiligen Laurentius von Rom.

## Orgel
Die Orgel mit acht Registern auf einem Manual und Pedal wurde 1896 von Jakob Müller erbaut. Die Disposition des rein mechanischen Kegelladen-Instruments lautet:
| Manual C–f3    |       |
| Principal      | 8′    |
| Gedeckt        | 8′    |
| Salicional     | 8′    |
| Octav          | 4′    |
| Flöte traverso | 4′    |
| Mixtur III     | 2 ⁄3′ |

| Pedal C–d1 |     |
| Subbaß     | 16′ |
| Cello      | 08′ |

- Koppeln: M/P
- Spielhilfe: Tutti